# Церква Сен-П'єр-де-Монмартр

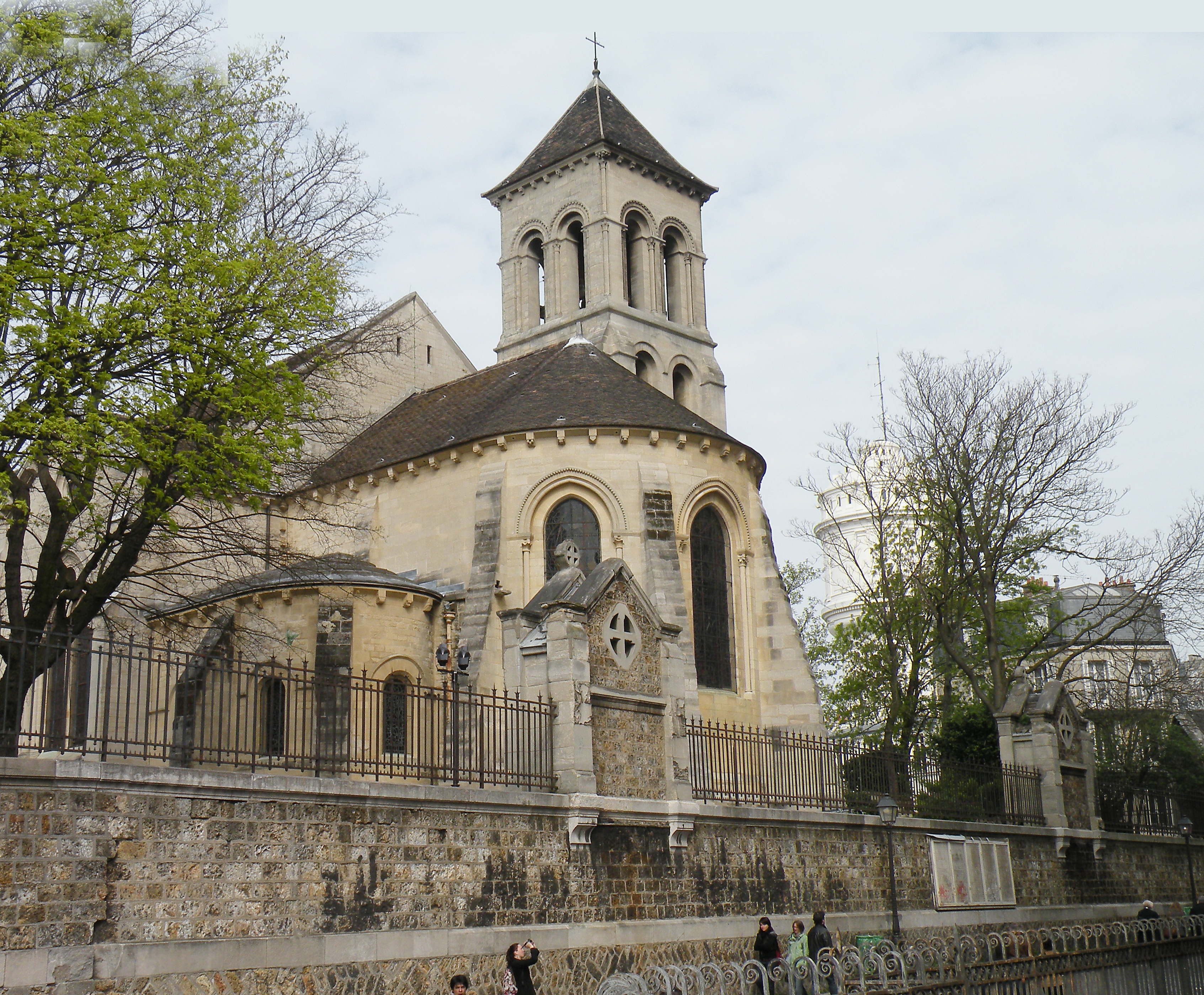
Церква Сен-П'єр-де-Монмартр

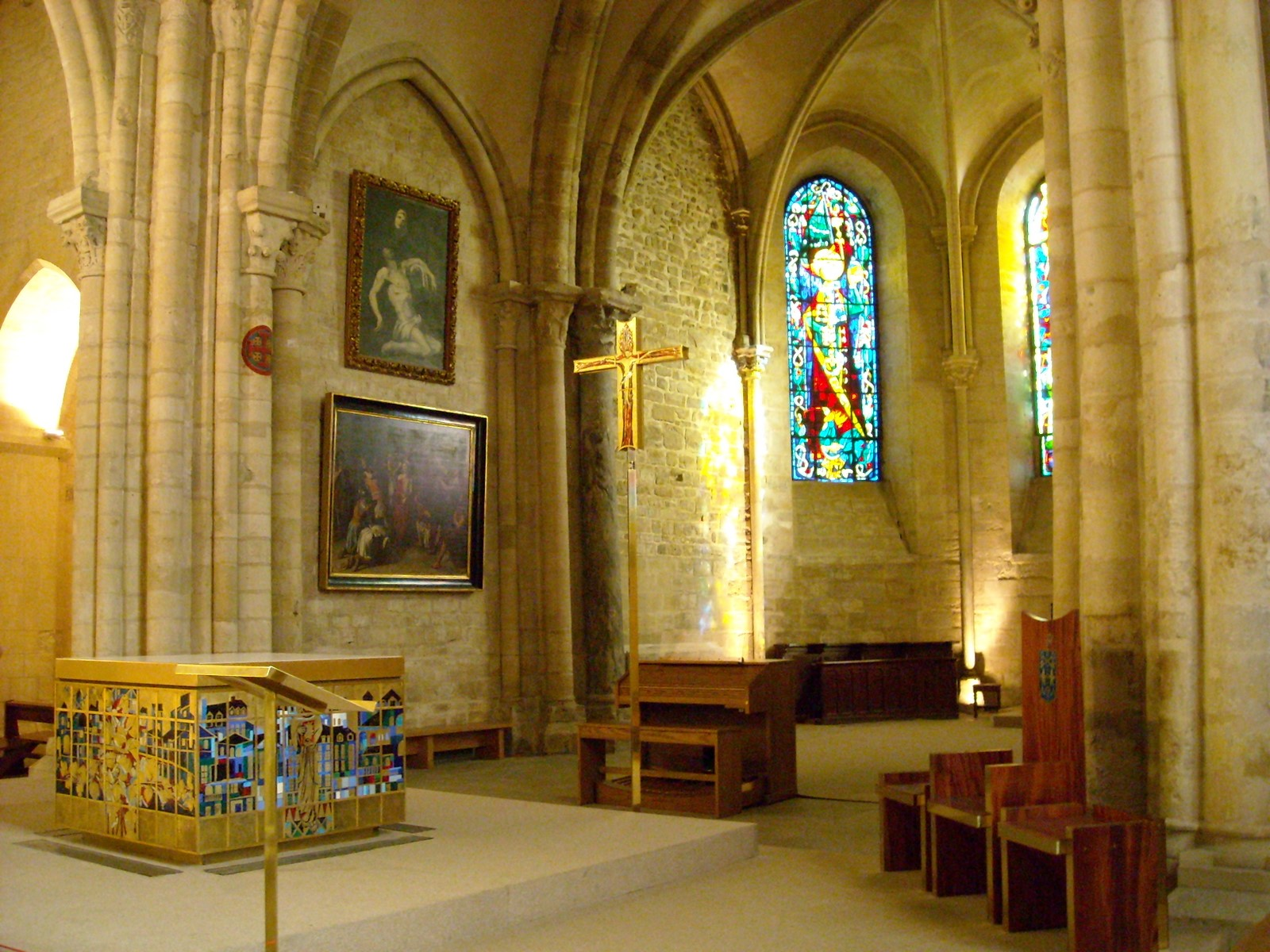
Внутрішнє оздоблення церкви

Церква Сен-П'єр-де-Монмартр (фр. Saint-Pierre de Montmartre) — одна з найстаріших католицьких церков Парижа. Веде свою історію з XII століття. Церква розташована на пагорбі Монмартр, в XVIII окрузі. 

## Історія
Спочатку на цьому місці існував римський храм бога Марса. Від нього збереглися чотири мармурові колони. Перша християнська церква була створена тут ще в IX столітті як місце для відпочинку паломників, які прямують до Сен-Дені. Король Людовик VI придбав ці землі в 1133 році з метою створення абатства на Монмартрі. 
Церква була перебудована і повторно освячена папою Євгеном III в 1147 році. Під час церемонії освячення в храмі були присутні Петро, абат Клюні, а також Бернард Клервоський. Дружина короля Аделаїда Савойська стала першою настоятелькою нового монастиря. 
Згідно ряду дослідників біографії святителя Ігнатія Лойоли, абатство стало місцем, де були прийняті обітниці, що призвели до створення Ордена Єзуїтів. Ця подія відбулася в 1535 році. 
У 1590 році під час облоги Парижа військом гугенотів Генріх IV зайняв Монмартр, а в якості своєї ставки вибрав абатство і церкву. 
Під час Великої французької революції абатство було зруйновано, а його настоятельку Луїзу де Монморансі стратили на гільйотині. Церква Сен-П'єр-де-Монмартр виявилася єдиною, яка вціліла з усього комплексу будівель. Спочатку тут розташувався Храм Розуму, пізніше тут розмістили склад продовольства. У 1794 році на церковній вежі встановили перший оптичний телеграф, який пропрацював аж до 1844 року. З його допомогою було прийнято повідомлення про поразку армії Наполеона в битві під Ватерлоо. 
До початку XX століття церква перебувала в поганому стані, їй загрожувало знесення. Громадськість заступилася за храм і будівлю зберегли, а потім відреставрували і тут відновилися богослужіння. Друга світова війна принесла храму нові руйнування. Старовинні готичні вітражі були знищені. Їх відновили в 1953 році. 
Біля церкви збереглося маленьке кладовище Кальвер, де поховані кілька знаменитих жителів Парижа, включаючи скульптора Жана-Батіста Пігаля. Кладовище відкрито для відвідування тільки одни раз в році, 1 листопада, в День Всіх Святих. 

## Архітектура і внутрішнє оздоблення
Хор церкви зведений ще в XII столітті. При цьому були використані античні колони з коринфськими капітелями. Неф був значно перероблений в XV столітті, а західний фасад - в XVIII столітті. Окремої уваги заслуговують бронзові ворота робота італійського майстра Томмазо Джісмонді. Вони прикрашені зображеннями сцен життя Святого Петра, Богоматері, Святого Діонісія. 
У вівтарній частині розташовані три великих вітражі, присвячені Христу, Святому Петру і Святому Діонісію. 
У 2006 році в храмі з'явилася дерев'яна скульптура покровителя виноробів Святого Вінсента з Іспанії. 